# Poussette de marché
Un chariot de course ou poussette de marché est un grand sac supporté par des roulettes, servant à transporter en marchant les achats. Le sac, généralement en tissu résistant et imperméable, est solidaire d'un châssis métallique équipé de deux roues sur le même axe, similaire à un diable. 
Son intérêt est de réduire l'effort à celui d'une translation, le poids étant en majeure partie supporté par les roues.

## Utilisation
La version classique de la poussette de marché, est contrairement à son nom, destinée à être tractée.

## Les variantes
Il existe de nombreuses variantes.

### Nombre de roues
Certaines poussettes sont équipées de six roues afin de faciliter le franchissement des trottoirs et des escaliers. Certaines sont équipées de quatre roues afin que le poids soit entièrement supporté par les roues. Ces dernières ne sont généralement pas tractées mais poussées.

### Châssis
Dans les années 1960, le modèle le plus courant en France était formé d'un panier métallique dans lequel se glissait le sac. 

## Image des utilisateurs
L'utilisation d'une poussette de marché renvoie souvent l'image d'une femme d'un « certain âge ».
Des créations ont récemment été vendues par les détaillants de mode Zara et Chanel.

## Galerie

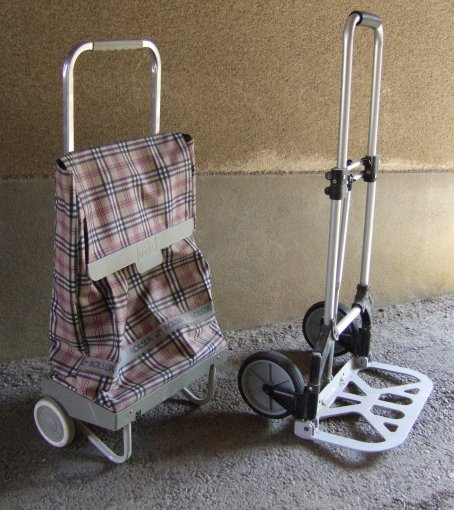
Poussette de marché et diable.
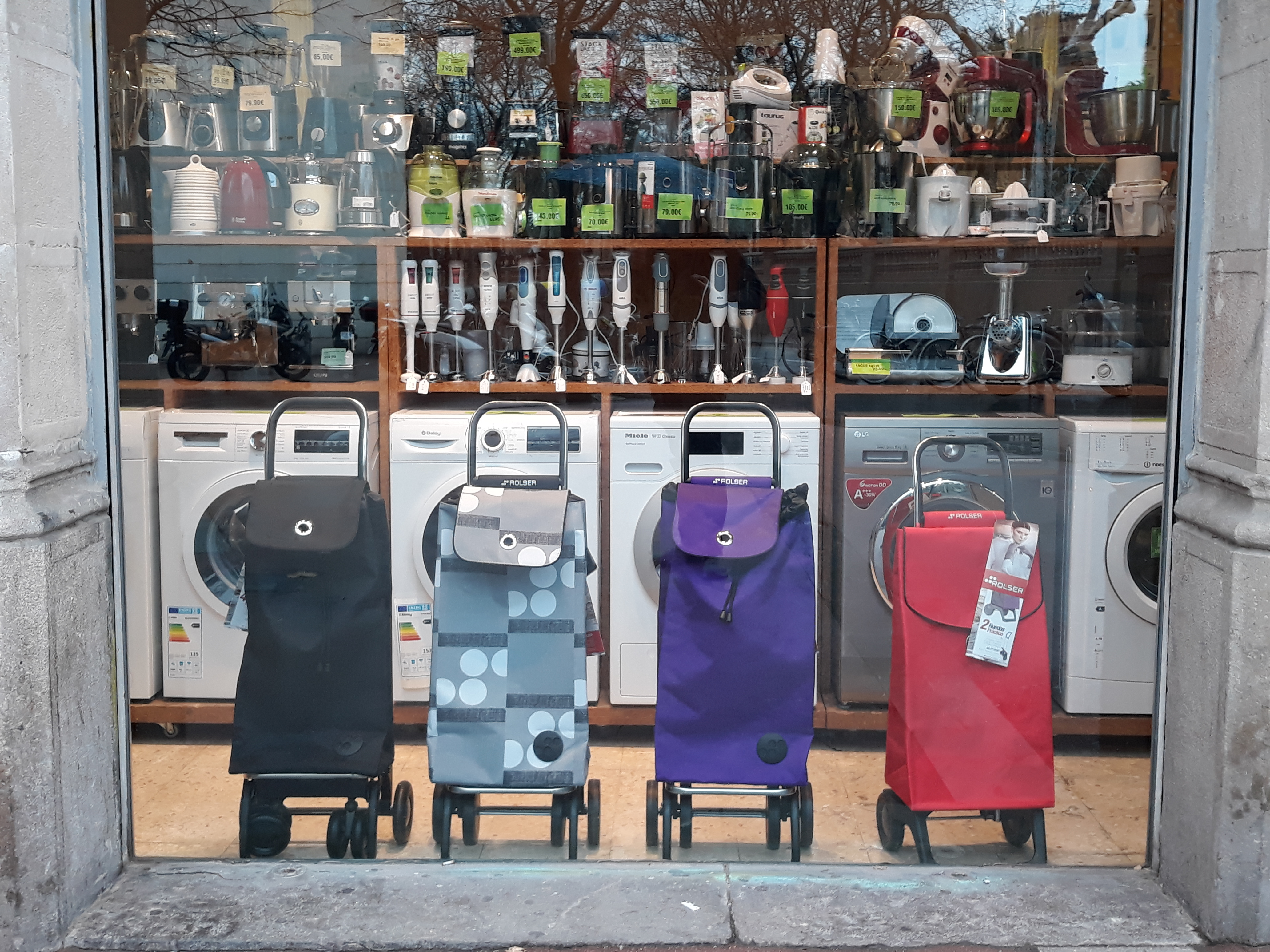
Plusieurs modèles dans un commerce.
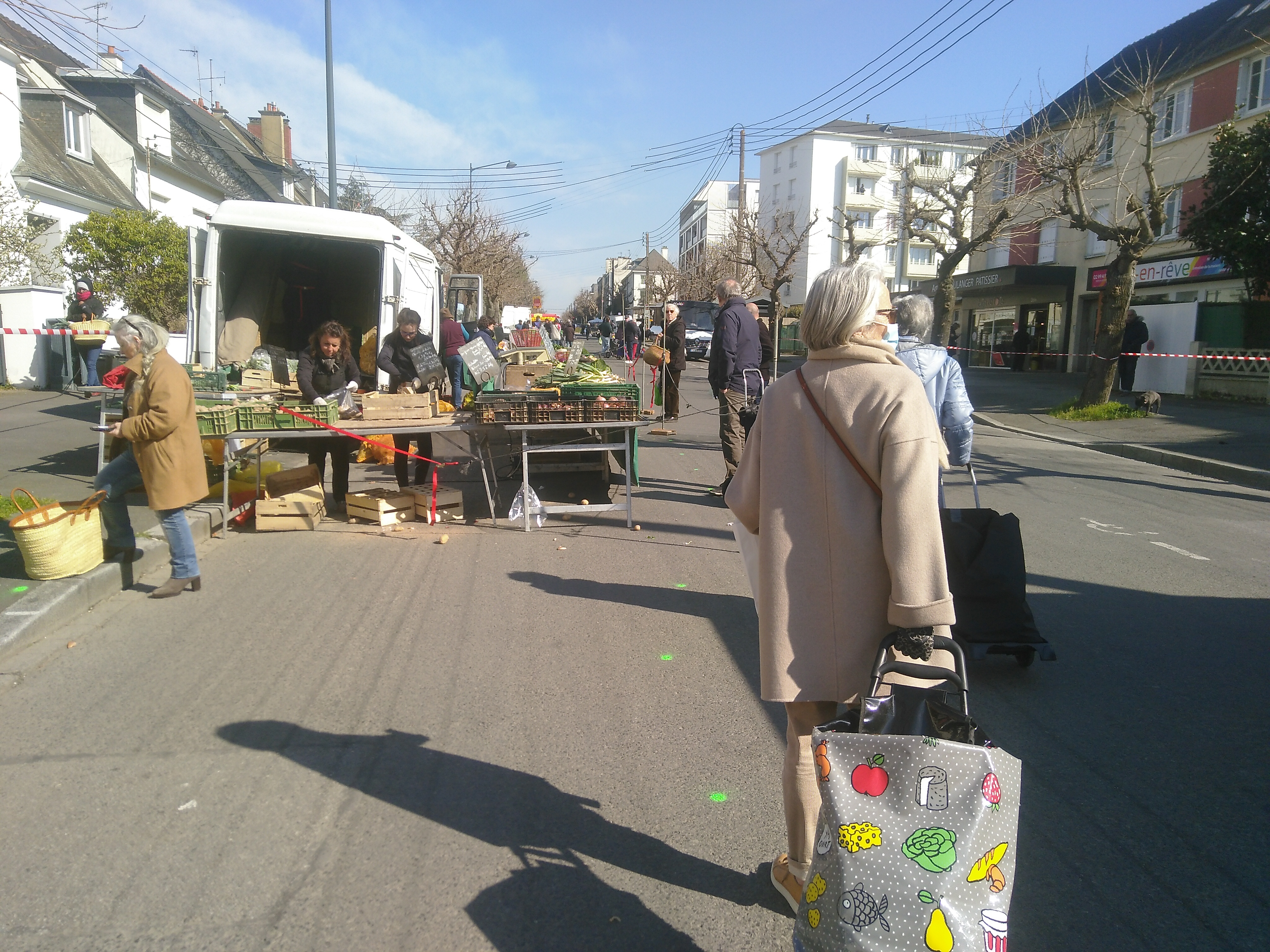
Marché Alexis Carrel à Rennes.